# Меріков Вадим Іванович
Вадим Іванович Меріков (нар. 23 лютого 1976) — український політичний діяч, народний депутат України VII скликання, голова Миколаївської обласної державної адміністрації (з 28 липня 2014 до 24 червня 2016).

## Біографія
Народився 23 лютого 1976 року в селі Мішково-Погорілове Вітовского району Миколаївської області. У 1993 році закінчив Погорілівську середню школу, після чого вступив до Миколаївського державного педагогічного інституту на факультет фізичного виховання і спорту, який закінчив у 1997 році за спеціальністю викладач. Отримав звання майстра спорту України з кікбоксингу, а також звання Заслуженого тренера з боксу.
Після закінчення Миколаївського державного педагогічного інституту вступив до Одеського національного університету імені І. І. Мечникова, на факультет правознавства, який закінчив у 2005. Отримав кваліфікацію юриста.
З 2001 року обіймав посаду голови правління ЗАТ «Сігма-Спорт», створеної для фінансування муніципальної футбольної команди МФК «Миколаїв».
Заснував ряд компаній, які успішно працюють в Миколаївській області. Такі як, М-Моторос, «Рено Україна» в Миколаївській області.

## Політична діяльність
У 2005 році був обраний депутатом V скликання Миколаївської міської ради від Блоку Юлії Тимошенко.
У лютому 2010 року очолив Миколаївську обласну організацію політичної партії «Фронт Змін». У березні 2010 року став головою депутатської групи «Фронт Змін» у Миколаївській міській раді. У 2010 року керував виборчим штабом «Фронт змін» в Миколаївській області. У жовтні 2010 року обраний депутатом Миколаївської обласної ради (1-й номер списку «Фронту Змін»).
Після виборів 2010 року очолив фракцію «Фронт змін» в Миколаївській обласній раді. Депутатський корпус проголосував за включення Вадима Мерікова до складу президії обласної ради, як уповноваженого представника фракції.
На чергових виборах до Верховної Ради 2012 року очолював передвиборний штаб Об'єднаної опозиції в Миколаївській області та був включений до виборчого списку партії Всеукраїнське об'єднання «Батьківщина» під № 65.
Результатами виборів 2012 року стала перемога двох опозиційних кандидатівː по 130 округу — Ігор Бриченко, по 132 округу — Аркадій Корнацький, у якого перемогу відібрали.
14 червня 2013 року у зв'язку з рішенням про ліквідацію партії «Фронт Змін», Вадим Меріков вступив до партії Всеукраїнське об'єднання «Батьківщина». Також був обраний членом політичної ради партії.
Активний учасник опозиційних акцій до режиму Януковичаː «Я проти Януковича», мовний майдан, «Вставай, Украинаǃ». Восени 2013 року Вадим Меріков підтримав Євромайдан у Миколаєві.
22 лютого 2014 року бере на себе повноваження голови Миколаївської обласної ради, «щоб стабілізувати ситуацію в області».
25 лютого 2014 року проведено засідання сесії Миколаївської обласної ради, на якому був обраний головою обласної ради від Євромайдана Тарас Кремінь.
2 березня 2014 року стал ініціатором та організатором проведення масштабного проукраїнського мітингу «Защитим Украину вместе».
15 березня 2014 року Вадим Меріков бере на себе повноваження народного депутата України після того, як Верховна Рада припинила повноваження народних депутатів Арсенія Яценюка та Степана Кубіва, які отримали відповідно посади прем'єр-міністра України та голови НБУ.
У парламенті входить до складу Комітету з питань економічної політики. Також є членом груп міжпарламентських зв'язків із Швейцарською Конфедерацією, Французькою Республікою, Королівством Норвегія, Сполученим Королівством Великої Британії та Північної Ірландії, Австрійською Республікою, Сполученими Штатами Америки.
26 березня 2014 року увійшов до складу координаційної ради Моторного (транспортного) страхового бюро України (МТСБУ).
7 квітня 2014 року підтримав активістів та виступив проти сепаратизму. Вночі наметове містечко антимайдану було знесено. Згодом за ініціативою Вадима Мерікова цей день став Днем боротьби з сепаратизмом в Миколаївській області.
В квітні 2014 року бере участь у створенні спецпідрозділу «Миколаїв», відомого як «Святий Миколай».
Навесні 2014 року підтримує установку блокпостів навколо Миколаєва. Пізніше в Миколаївській області були встановлені фортифікаційні споруди.
13 травня 2014 року Вадим Меріков став заступником голови тимчасової слідчої комісії Верховної Ради України з розслідування фактів масових убивств мирних громадян 2 травня 2014 року в Одесі, Маріуполі та Красноармійську, а також в інших містах на півдні та сході України.
Ініціює та бере участь у виїзному засіданні Кабінету Міністрів України та Третього Всеукраїнського круглого столу національної єдності в Миколаєві, який відбувся 21 травня 2014 року.
Як народний депутат України підтримав ініціативу встановлення пам'ятника «Небесної Сотні» Пам'ятник відкрили 20 лютого 2015 року в місті Миколаєві.
Під час позачергових виборів Президента України, що відбулися 25 травня 2014 року, Вадим Меріков очолював виборчий штаб Юлії Тимошенко в Миколаївській області.

### Голова Миколаївської обласної державної адміністрації
28 липня 2014 указом Президента України № 629/2014 був назначений на посаду голови Миколаївської обласної державної адміністрації.
18 серпня 2014 року СБУ повідомила, що затримали групу з 5 осіб, яка планувала замах на Мерікова та його сім'ю. За даними правоохоронних органів, угрупування пов'язане з Донецкою Народною Республікою. Пізніше затриманних обміняли на українських військовослужбовців.
Під час своєї каденції приділяє особливу увагу обороні і безпеці в Миколаївській області. Очолює Раду оборони Миколаївської області.
У вересні 2014 року створив комісію з перевірки і відновлення бомбосховищ в обласному центрі та Миколаївській області. Особисто вступає до загону територіальної самооборони, які створюють в Миколаївській області.
15 серпня 2014 року підтримує створення волонтерського Центру при Миколаївській облдержадміністрації.
25 листопада 2014 року створено Раду волонтерів при облдержадміністрації.
12 жовтня 2015 року був представлений Центр допомоги учасникам АТО, демобілізованим і їх сім'ям.
З ініціативи Вадима Мерікова і за підтримки бізнесменів була придбана перша квартира для родини загиблого військовослужбовця Сергія Татарінова Також квартиру придбали і сім'ї загиблого військовослужбовця Станіслава Карачевського. Пізніше в квартирі був зроблений ремонт..
В липні 2015 року за підтримки Вадима Мерікова діти військовослужбовців відпочили в Хорватії.
Перераховує свою заробітну плату на потреби 79-ї окремої аеромобільної бригади. Ініціює відправки гуманітарних вантажів в зону проведення АТО для військовослужбовців і мирних жителів. Особисто неодноразово відвідує зону проведення АТО і допомагає військовим.
Вадим Меріков займає активну проукраїнську позицію 20 лютого 2015 року закликав депутатів місцевих рад протримати Постанова Верховної Ради України про визнання Російської Федерації країною-агресором, а так звані «ЛНР» і «ДНР» — терористичними організаціями. В результаті 500 депутатів, 19 районів і 5 міст Миколаївської області підтримали це рішення..
Згідно рейтингу «Деловая столица», Вадим Меріков увійшов в 5-ку кращих губернаторів України за підсумками 2015 року За результатами аналізу «Слово і діло» Вадим Меріков за 2015 рік виконав всі свої обіцянки..
Навесні 2015 року Вадим Меріков ініціює створення 11-го батальйону територіальної оборони, в який вступили 500 жителів Миколаївської області.
У вересні 2015 року з офіційним візитом відвідав Аджарію, де підписав Меморандум про співпрацю Миколаївської області з Аджарією.
9 жовтня 2015 року Вадим Меріков відкрив I Інвестиційний форум «Миколаївщина — надійний партнер», в рамках якого відкрито кілька інвестиційних проектів і підписаний Меморандум про співпрацю Миколаївської області з Канадсько-Українською торговельною палатою. У квітні 2016 року відбувся II Інвестиційний Форум «Миколаїв — Батумі».
6 квітня 2016 року Вадим Меріков підписав документи про розрив відносин Миколаївській області з областями-побратимами РФ.
23 травня 2016 року підписав розпорядження про декомунізацію в Миколаївській області.
За результатами рейтингу «Ділова столиця» за І квартал 2016 року Вадим Меріков увійшов в 10-ку губернаторів України.
15 червня 2016 року голова Миколаївської обласної державної адміністрації Вадим Меріков подав у відставку.
24 червня 2016 року Кабінет Міністрів України прийняв відставку голови Миколаївської обласної державної адміністрації Вадима Мерікова.
29 червня 2016 року Президент України Петро Порошенко прийняв відставку голови Миколаївської обласної державної адміністрації Вадима Мерікова (Указ № 277 від 29.06.2016)..
У жовтні 2017 році за ініціативи та підтримки Вадима Мерікова відбувся III Інвестиційний форум «Миколаївщина — надійний партнер».

## Меценатство
Фінансував встановлення пам'ятника «Нареченій», який був відкритий 10 вересня 2010 року у Миколаєві біля Палацу урочистих подій. Фінансово допоміг в установці монумента «Єдина Європа». У жовтні 2010 року Вадим Меріков разом з Арсенієм Яценюком відкрили монумент.
Підтримує Федерацію боксу та кікбоксингу в Миколаївській області. За його підтримки проходять Чемпіонати з жіночого боксу. У вересні 2014 року Вадим Меріков допоміг спортсменам в Первомайську отримати зал для тренувань.
У березні 2014 року ініціює відродження Турніру з боксу, присвячений пам'яті 68-й героїв-десантників. 5-й турнір пройшов в Миколаєві 23-25 березня 2018 року, отримавши звання Міжнародного турніру.
Підтримує проведення виставок Народного художника України Андрія Антонюка. У жовтні 2017 року ініціює створення Фонду Андрія Антонюка. У січні 2018 рік стає членом Фонду. В квітні 2018 році взяв участь у відкритті меморіальної дошки в честь Андрія Антонюка.

## Нагороди
У 2007 році удостоєний звання «Городянин року» у номінації «Благодійність».
14 жовтня 2014 року Святіший Патріарх Київський і всієї Руси-України Філарет за заслуги перед державою та підтримку церкви нагородив Вадима Мерікова Орденом святого рівноапостольного князя Володимира II ступеня.
В 2016 році нагороджений орденом «Заслуги перед Миколаївщиною».